# Калундборг
Калундборг (дан. Kalundborg) — місто в комуні Калундборг, регіон Зеландія, Данія. Розташоване в західній частині острова Зеландія, на березі фіорду Калундборг. 

## Історія

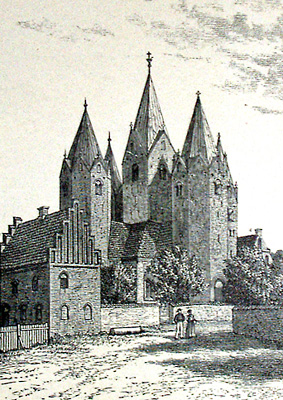
Церква Богородиці, XIX століття

Засновником міста вважається Есберн Малий, який 1170 року збудував замок на території сучасного Калундборгу. Також Есберн заклав фундамент церкви Богородиці, яка була добудована його нащадками і збереглася до сьогодні.
1485 року Калундборг отримав статус міста.
В період з 1549 по 1559 рік в місцевому замку був ув'язнений данський король Крістіан II. Замок був зруйнований шведами під час Північної семирічної війни.

## Відомі люди
У місті народилися:
- Сігрід Унсет — письменниця, лауреат Нобелівської премії 1928 року.

## Зовнішні зв'язки
Калундборг має 9 міст-побратимів:
- Кіміто, Фінляндія
- Тяньцзінь, Китай
- Ліллесанн, Норвегія
- Ладек, Польща
- Міельно, Польща
- Б'юв, Швеція
- Нинесгамн, Швеція
- Еркеллунга, Швеція
- Свалев, Швеція

## Галерея

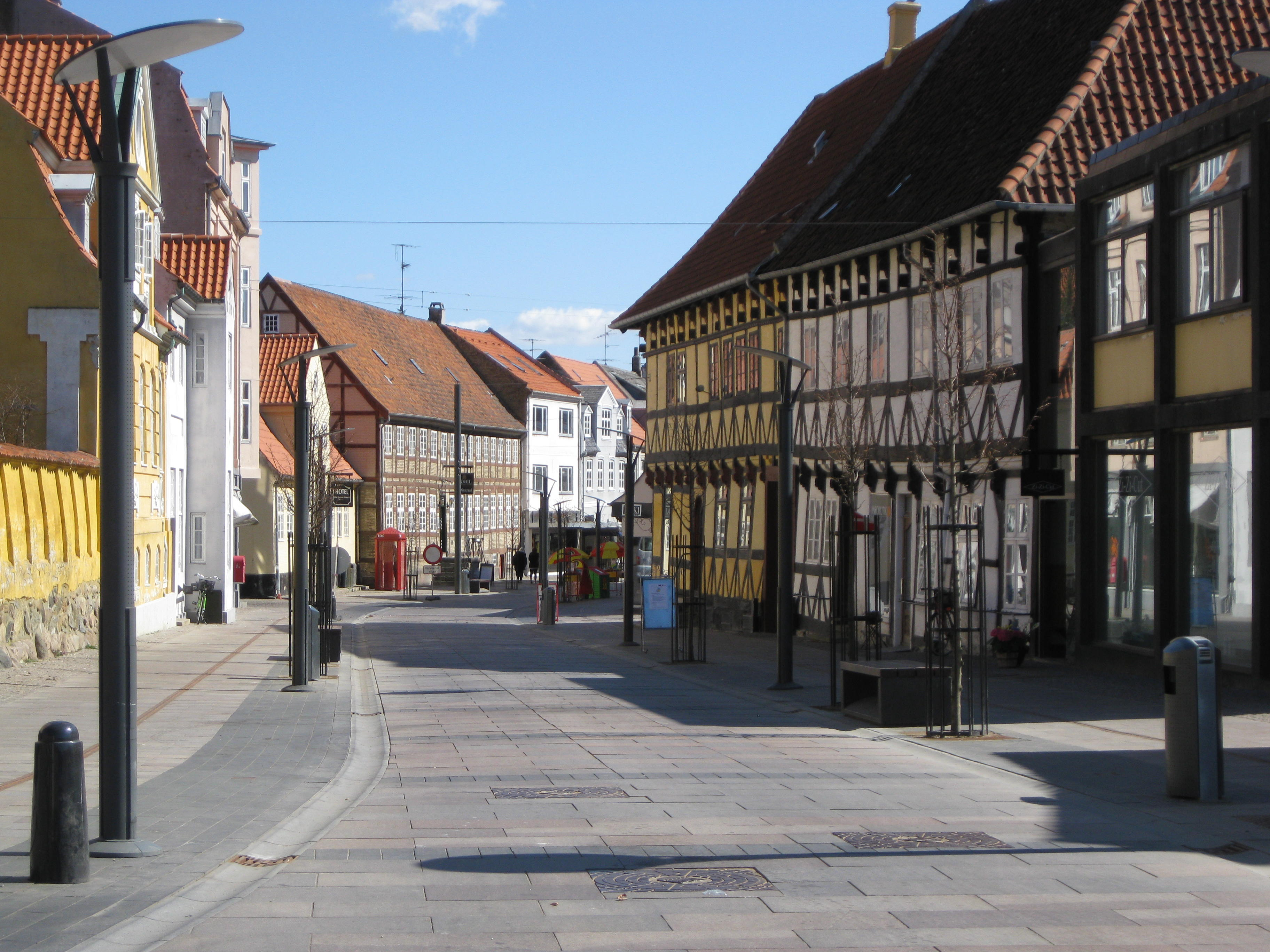
Пішохідна вулиця
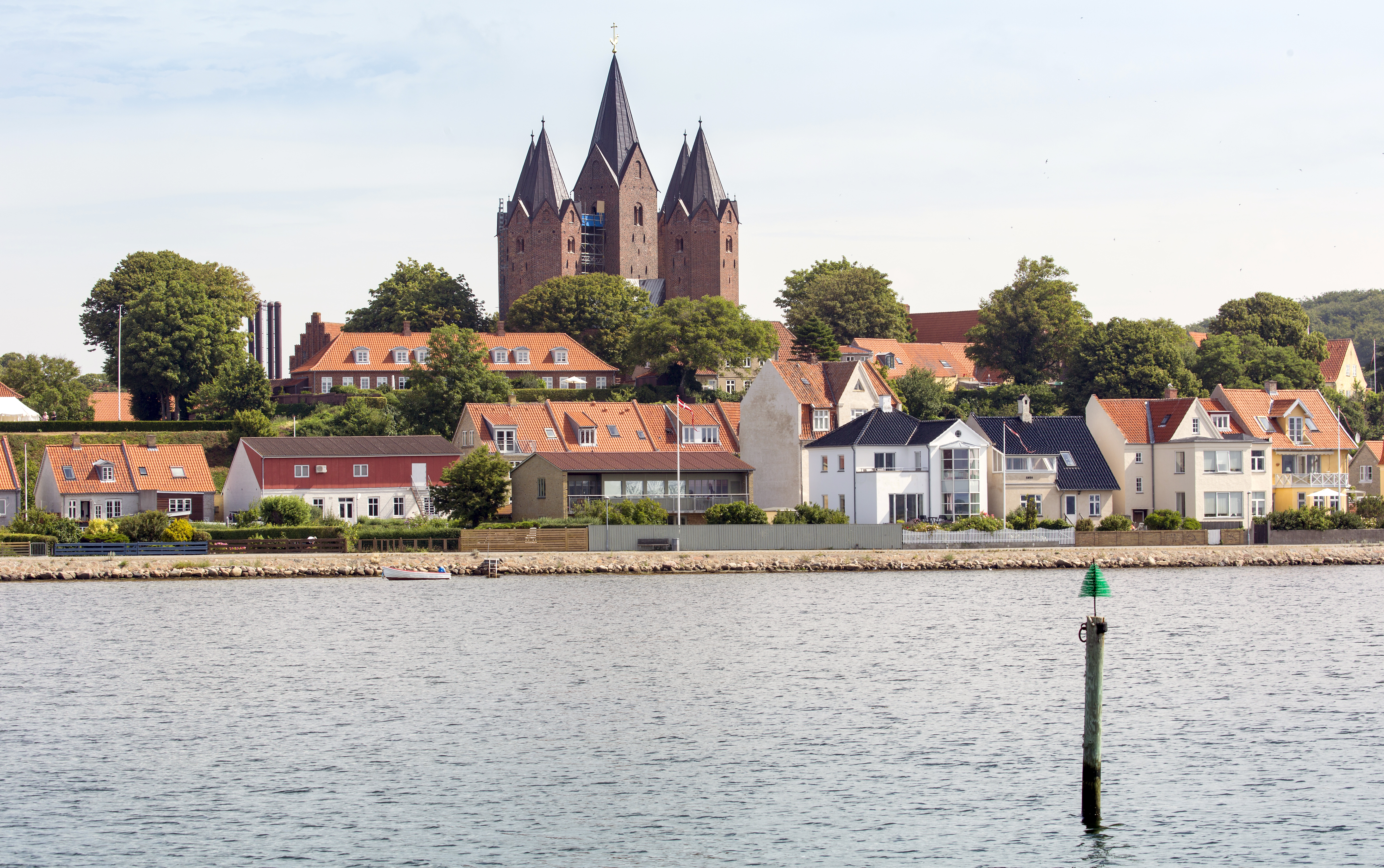
Центральна частина міста
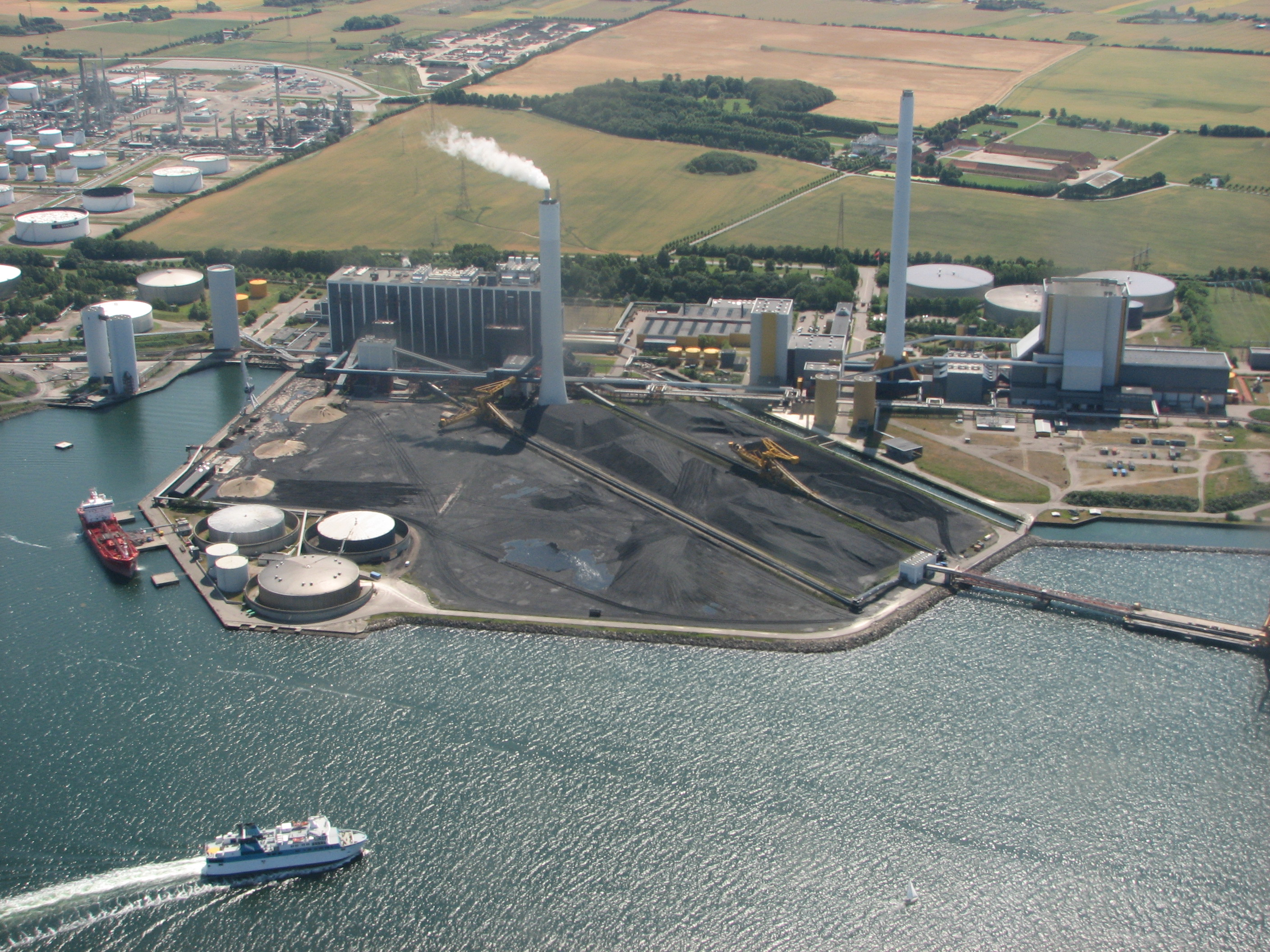
Електростанція